# Arthrodira
Gli Artrodiri (Arthrodira Woodward, 1891) sono un ordine estinto di pesci appartenenti ai Placodermi. Vissero nel Devoniano e si estinsero improvvisamente al termine di quel periodo, circa 350 milioni di anni fa, circa 50 milioni di anni dopo la loro comparsa. Occuparono quasi ogni nicchia ecologica marina.

## Descrizione
La caratteristica principale degli artrodiri era un'articolazione mobile tra l'armatura che circondava la testa e quella che circondava il corpo (da qui il nome Arthrodira, che in greco significa “collo articolato”). La bocca è particolarmente interessante: quando la mandibola si abbassava, lo scudo cefalico si muoveva per permettere una maggiore apertura. Gli artrodiri, come tutti i placodermi, erano sprovvisti di veri denti; per predare usavano quindi i margini taglienti di una placca ossea circondante la bocca. I bulbi oculari erano protetti da un anello osseo, una caratteristica condivisa anche dagli uccelli e alcuni ittiosauri. I primi artrodiri, come Arctolepis, erano pesci ben corazzati, dotati di corpi appiattiti. Il più grande membro del gruppo, Dunkleosteus, era un vero superpredatore del Devoniano superiore, e misurava fino a 12 metri di lunghezza. Uno dei più piccoli artrodiri, invece, era Rolfosteus, lungo solo 15 centimetri.

## Paleoecologia
Secondo la credenza comune, gli artrodiri (come tutti i placodermi) erano lenti abitatori dei fondali che persero la competizione con pesci più evoluti. Questa concezione antiquata è dovuta al fatto che gli artrodiri rimasero piuttosto conservativi attraverso la loro storia evolutiva (ad eccezione dell'aumento di taglia). In realtà durante il Devoniano gli artrodiri furono l'ordine di vertebrati più diversificato e diffuso: occuparono un vasto spettro di ruoli ecologici, dal superpredatore all'abitatore dei fondali che si ciba di detriti. Nonostante il loro successo, gli artrodiri furono uno dei tanti gruppi eliminati dalle catastrofi ambientali dell'estinzione di massa del tardo Devoniano; questa scomparsa permise ad altri pesci, come gli squali, di diversificarsi nel corso del Carbonifero e occupare le varie nicchie ecologiche lasciate vacanti.

## Sistematica
ORDINE ARTHRODIRA
- Infraordine basale Actinolepina
  - Famiglia Actinolepidae
- Sottordine Phlyctaenioidei
  - Famiglia basale Holonematidae
  - Infraordine Phlyctaeniina
    - Famiglia Groenlandaspididae
    - Famiglia Phlyctaeniidae
- Sottordine Brachythoraci
  - Famiglia basale Heterosteidae
  - Infraordine Coccosteina
    - Superfamiglia Buchanosteoidea
      - Famiglia Buchanosteidae

    - Superfamiglia Gemuendenaspoidea
      - Famiglia Gemuendenaspidae

    - Superfamiglia Homosteoidea
      - Famiglia Homosteiidae

    - Superfamiglia Brachydeiroidea
      - Famiglia Brachydeiridae

    - Superfamiglia Coccosteoidea
      - Famiglia Pholidosteidae
      - Famiglia Coccosteidae[2]
        - Genere Coccosteus
        - Genere Dickosteus
        - Genere Millerosteus
        - Genere Protitanichthys
        - Genere Watsonosteus

      - Famiglia Plourdostenidae
      - Famiglia Torosteidae
      - Famiglia Incisoscutidae
      - Famiglia Camuropiscidae

    - Superfamiglia Dinichthyloidea
      - Famiglia Dinichthyidae
      - Famiglia Trematosteidae
      - Famiglia Rachiosteidae
      - Famiglia Pachyosteidae
      - Famiglia Titanichthyidae
      - Famiglia Bungartiidae
      - Famiglia Selenosteidae
      - Famiglia Mylostomatidae

### Generiincertae sedis
Incertae sedis
- Antarctolepis
- Aspidichthys - include Anomalichthys, Aspidophorus
- Atlantidosteus
- Callognathus
- Copanognathus
- Glyptaspis
- Golshanichthys
- Grazosteus
- Hollardosteus
- Laurentaspis
- Machaerognathus
- Murmur - include Euptychaspis, Ptychaspis
- Overtonaspis
- Phylactaenium
- Prescottaspis
- Qataraspis
- Taemasosteus
- Taunaspis
- Timanosteus
- Trachosteus
- Wheathillaspis